# 防御工事

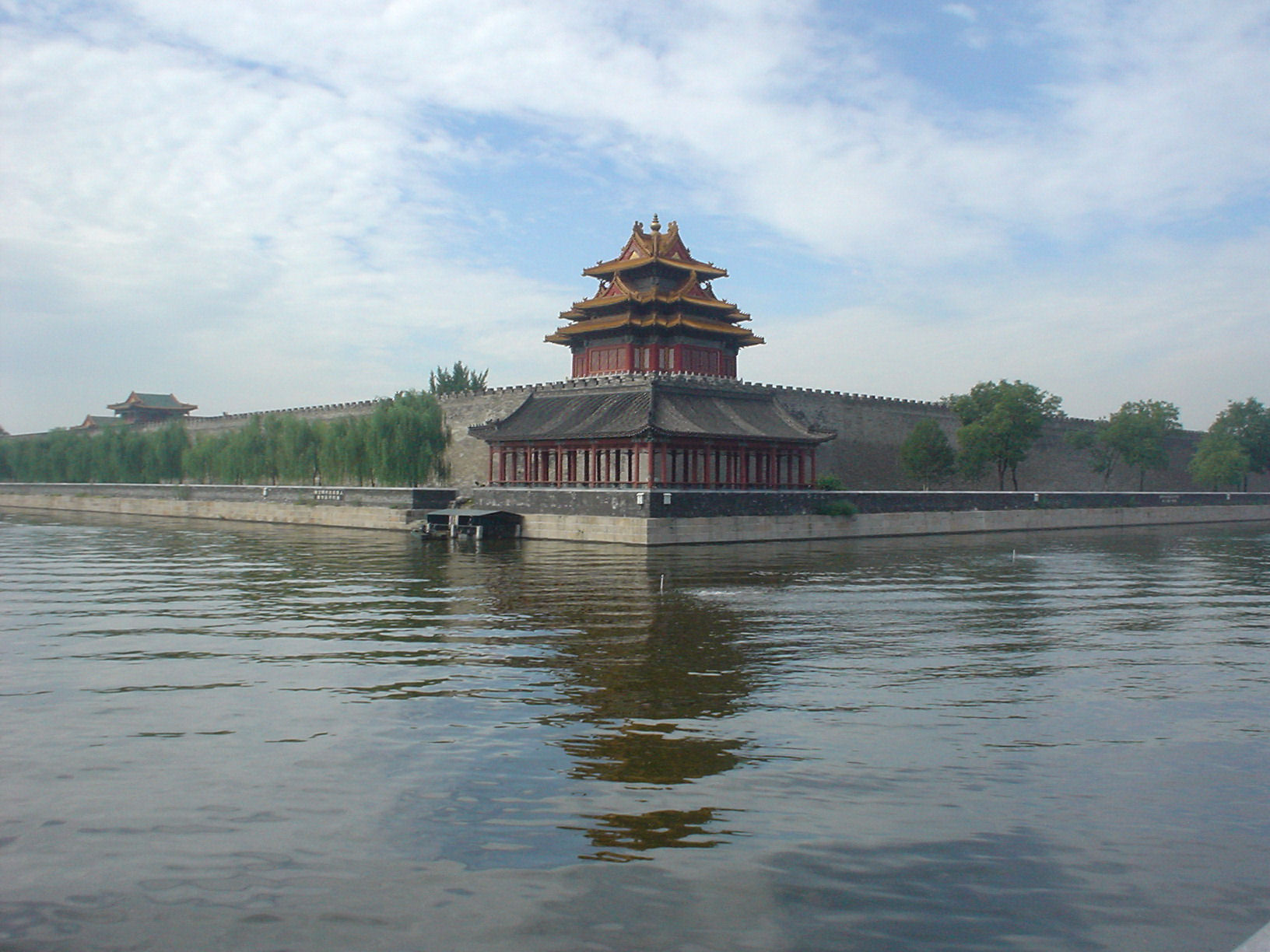
北京故宫的城牆與角楼

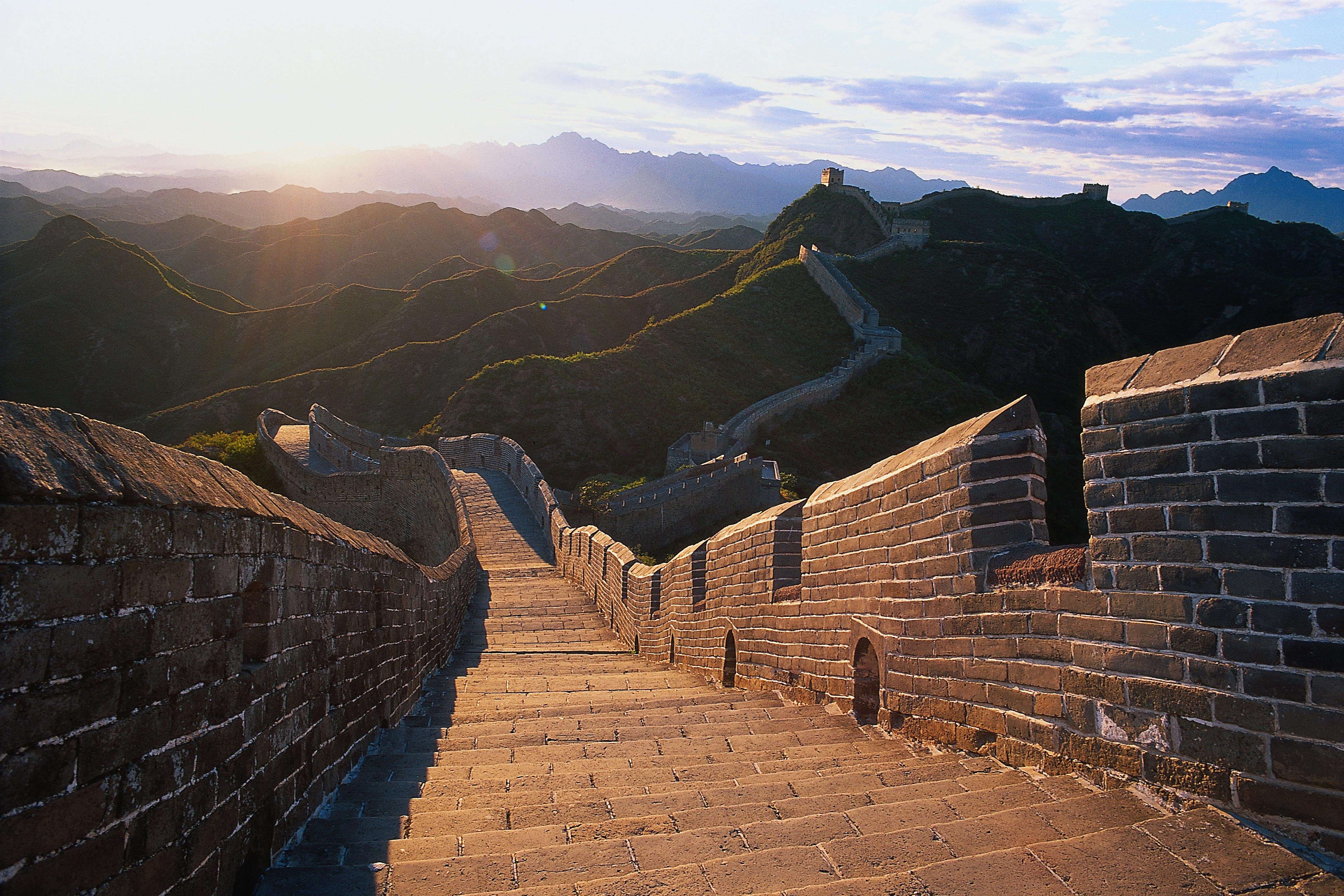
萬里長城

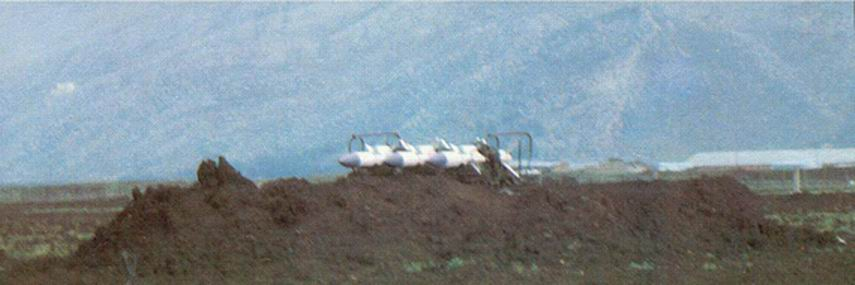
地對空飛彈隱藏在防御工事

防禦工事，在軍事學中，指的是為加強抵禦軍事攻擊而建立的任何設施。防禦工事通常有兩種類型：永久防禦工事和野戰防禦工事。永久性防禦工事包含堡壘和部隊掩體。野戰工事是在與敵人接觸或即將發生接觸時建造，包含（使用武器之）工事陣地，清除地雷、鐵絲網等障礙物。
野戰防禦工事和永久性防禦工事皆經常利用環境中的障礙物，如人工或天然河道，並通常進行偽裝或以其他方式隱藏。這兩種類型的目的都是幫助防禦者自己方力量和武器中取得最大優勢，同時防止敵人充分利用己方資源。

## 參看
- 馬奇諾防線
- 防衛戰
- 要塞
- 城牆
- 隘門
- 壕溝
- 城郭